# Wiaczesław Krasilnikow
Wiaczesław Krasilnikow (ur. 28 kwietnia 1991 w Gelendżyku) – rosyjski siatkarz plażowy, mistrz Świata z 2019 oraz wicemistrz Europy z 2020 roku, a także wicemistrz olimpijski z Tokio z grającym w parze Olegiem Stojanowskim. Wcześniej występował z Nikitą Liaminem, z którym zdobył brązowy medal na Mistrzostwach Świata w 2017 roku. Z Konstantinem Siemionowem zdobył tytuł wicemistrza Europy w 2016 roku oraz zajął 4. miejsce na Igrzyskach Olimpijskich 2016.